# Павліченко Дмитро Валерійович
Дмитро Валерійович Павліченко (нар. 1966, Вітебськ) — білоруський військовий діяч, полковник, командир 3-ї окремої Червонопрапорної бригади оперативного призначення внутрішніх військ МВС Білорусі (до 6 жовтня 2008). Входить у «Чорний список ЄС», список спеціально позначених громадян і заблокованих осіб США.

## Біографія
Після 8-го класу середньої школи поступив у Мінське суворовське військове училище. У 1983 році став курсантом Мінського вищого військово-політичного загальновійськового училища. Служив на різних офіцерських посадах в Збройних Силах СРСР.
У 1991 році після розпаду Радянського Союзу його звільнили з армії за скороченням. Він влаштувався на деревообробне підприємство. Працював тренером з рукопашного бою та спортивної гімнастики в дитячо-юнацькому спортивному клубі. У 1994 році зарахований до спецбатальйону внутрішніх військ МВС Білорусі командиром спеціального взводу. Незабаром його призначили командиром роти. 30 червня 1995 року пройшов кваліфікаційні випробування на право носіння крапового берета. Був обраний головою Ради крапових беретів Внутрішніх військ. Проходив службу в Головному управлінні внутрішніх військ МВС Білорусі на посаді начальника служби підготовки спецназу. У 2000 році призначений командиром 3-ї окремої Червонопрапорної бригади оперативного призначення Внутрішніх військ МВС Білорусі (в/ч 3214, Уруччя, Мінськ).
Підозрюється в приналежності і керівництві так званим «ескадроном смерті», створеним в 1997 році за наказом Віктора Шеймана. Його підозрюють в організації вбивств «злодіїв в законі» Щавлика (справжнє ім'я Володимир Клєщ; зник 10 грудня 1997 р) та Мамонтеня (Сергій Коваленко), колишнього міністра внутрішніх справ Білорусі Юрія Захаренка (зник 7 травня 1999 р), віце-спікера Верховної Ради Віктора Гончара і бізнесмена Анатолія Красовського (зник 16 вересня 1999 р), журналіста Дмитра Завадського (зник 7 липня 2000 р) і глави білоруського відділення РНЄ Гліба Самойлова (убитий 5 серпня 2000 р).
23 листопада 2000 року він був заарештований за наказом глави КДБ Володимира Мацкевича за підозрою в організації вбивств, але звільнений за наказом Олександра Лукашенка, а 27 листопада 2000 року були звільнені Володимир Мацкевич і генеральний прокурор Олег Бажелко. Вийшовши зі слідчого ізолятора, Павліченко заявив тележурналістам, що «готовий виконати будь-яке розпорядження президента».
Брав участь в розгоні мітингів опозиції. У 2004 році він був включений в «Чорний список» ЄС, у 2006 році — в список спеціально позначених громадян і заблокованих осіб США.
6 жовтня 2008 р. звільнений з посади командира 3-ї окремій Червонопрапорної бригади оперативного призначення і переведений в управління внутрішніми військами. Новим командиром частини 3214 призначений полковник міліції Юрій Караєв, який з кінця липня 2008 командував полком особливого призначення (колишній ОМОН) ГУВС Мінського міськвиконкому. Причини відставки Павліченка не названі.
13 жовтня 2008 р. на зустрічі міністрів закордонних справ країн ЄС у Люксембурзі на півроку призупинено заборону на в'їзд до Європи президента Білорусі Олександра Лукашенка і деяких його наближених. Санкції стосовно колишнього командира 3-ї окремій Червонопрапорної бригади оперативного призначення Павліченка залишилися в силі.
В кінці жовтня 2008 року призначений заступником командира Корпусу охорони громадського порядку Внутрішніх військ МВС з бойової підготовки. Розпорядження про призначення Павліченка на нову посаду підписав міністр внутрішніх справ Володимир Навумов. Нова посада формально вища за командира бригади. У нові обов'язки Дмитра Павліченка входить організація підготовки підрозділів міліції до військової служби і виховна робота з особовим складом. Він підпорядковується командиру корпусу полковнику Василю Алексєєнку.
У березні 2009 року Павліченко був звільнений з військової служби через хворобу.
У грудні 2019 року Deutsche Welle опублікувала документальний фільм, в якому колишній співробітник спецпідрозділу МВС Білорусі Юрій Гаравскій підтвердив, що саме його підрозділ затримав, відвіз Юрія Захаренка, Віктора Гончара і Анатолія Красовського і що це Павліченко саморучно застрелив їх.
У серпні 2020 року був відмічений командувачем загоном ОМОНу на акціях протесту проти фальсифікацій виборів.

## Санкції
Крім санкцій ЄС та США, у червні 2022 року потрапив під санкції Канади. Також знаходиться у списках санкцій Великобританії та Швейцарії.

## Нагороди
Нагороджений Військовим орденом «За особисту мужність». Має кілька медалей.

## Родина
Був одружений тричі. Перша дружина поїхала за кордон, проживаючи або в Канаді, або в США. Павліченко має дорослу дочку від першого шлюбу. Однак з батьком вона майже не контактує. Друга дружина працювала фельдшером в блоці 3214. Від цього шлюбу у полковника є син Артем. Йому близько 17-18 років. Іноді Павліченко брав його з собою на різні мітинги, організовані опозицією. Третя дружина Павліченка — випускниця БДЕУ Ірина, яка працювала в Білоруської асоціації ветеранів спеціальної нагороди МВС «Честь». У Павліченка є ще одна дочка.